# خوزه آنتونیو سالگرو
خوزه آنتونیو سالگرو (انگلیسی: José Antonio Salguero؛ زادهٔ ۲۵ ژانویهٔ ۱۹۶۰) بازیکن فوتبال اهل اسپانیا است.
از باشگاه‌هایی که در آن بازی کرده‌است می‌توان به باشگاه فوتبال سویا و باشگاه فوتبال رئال مادرید اشاره کرد.